# Померун-Супенам
Померун-Супенам (на английски: Pomeroon-Supenaam) е административен регион в Гвиана, Южна Америка.
Населението е 46 810 жители (по преброяване от септември 2012 г.), а площта му е 6195 км². Намира се в северната част на страната. Граничи на север с Атлантическия океан.

## Населени места
Някои населени места в региона:
1. Абърдийн
2. Амазон
3. Буш Лот
4. Зорг
5. Хамптън Корт